# Большой Ундугун
Большой Ундугун — озеро Ивано-Арахлейской системы озёр на юге Витимского плоскогорья в Читинском районе Забайкальского края. Находится в 60 км к западу от города Читы. Относится к бассейну реки Хилок (правый приток Селенги).
Название, вероятно, происходит от ундугун (бур. үндэгэн) — «яйцо», указывающего на форму озера.

## Описание
Площадь водной поверхности — 11,6 км², площадь водосбора 216 км². Длина — 5 км, средняя ширина — 2,3 км. Высота над уровнем моря — 957,9 м. Объем воды в озере составляет 0,026 км3. Длина береговой линии — 13 км. В озеро впадают реки Зенки и Туранка, вытекает река Ундугунка. Северный берег заболочен, западный порос лиственнично-берёзовым лесом.
Вода в озере пресная, проточная. Минерализация — 100—200 мг/дм³.
Озеро соединяется с озёрами Шакша, Иргень и другими.
Считается самым чистым в Ивано-Арахлейской системе озёр.

## Данные водного реестра
По данным государственного водного реестра России относится к Ангаро-Байкальскому бассейновому округу, водохозяйственный участок реки — Хилок. Речной бассейн реки — Селенга (российская часть бассейнов).
Код водного объекта в государственном водном реестре — 16030000311116300001250.